# Millettia borneensis
Millettia borneensis är en ärtväxtart som beskrevs av Adema. Millettia borneensis ingår i släktet Millettia och familjen ärtväxter. IUCN kategoriserar arten globalt som livskraftig. Inga underarter finns listade i Catalogue of Life.